# Virgin Australia Regional Airlines
Virgin Australia Regional Airlines (ehemals Skywest Airlines) ist eine australische Regionalfluggesellschaft mit Sitz in Perth und Basis auf dem Flughafen Perth. Sie ist eine Tochtergesellschaft der Virgin Australia Holdings Ltd. und eine Schwestergesellschaft der Virgin Australia Airlines. Die Virgin Group hält 8,7 % an der Virgin Australia Holdings.

## Geschichte

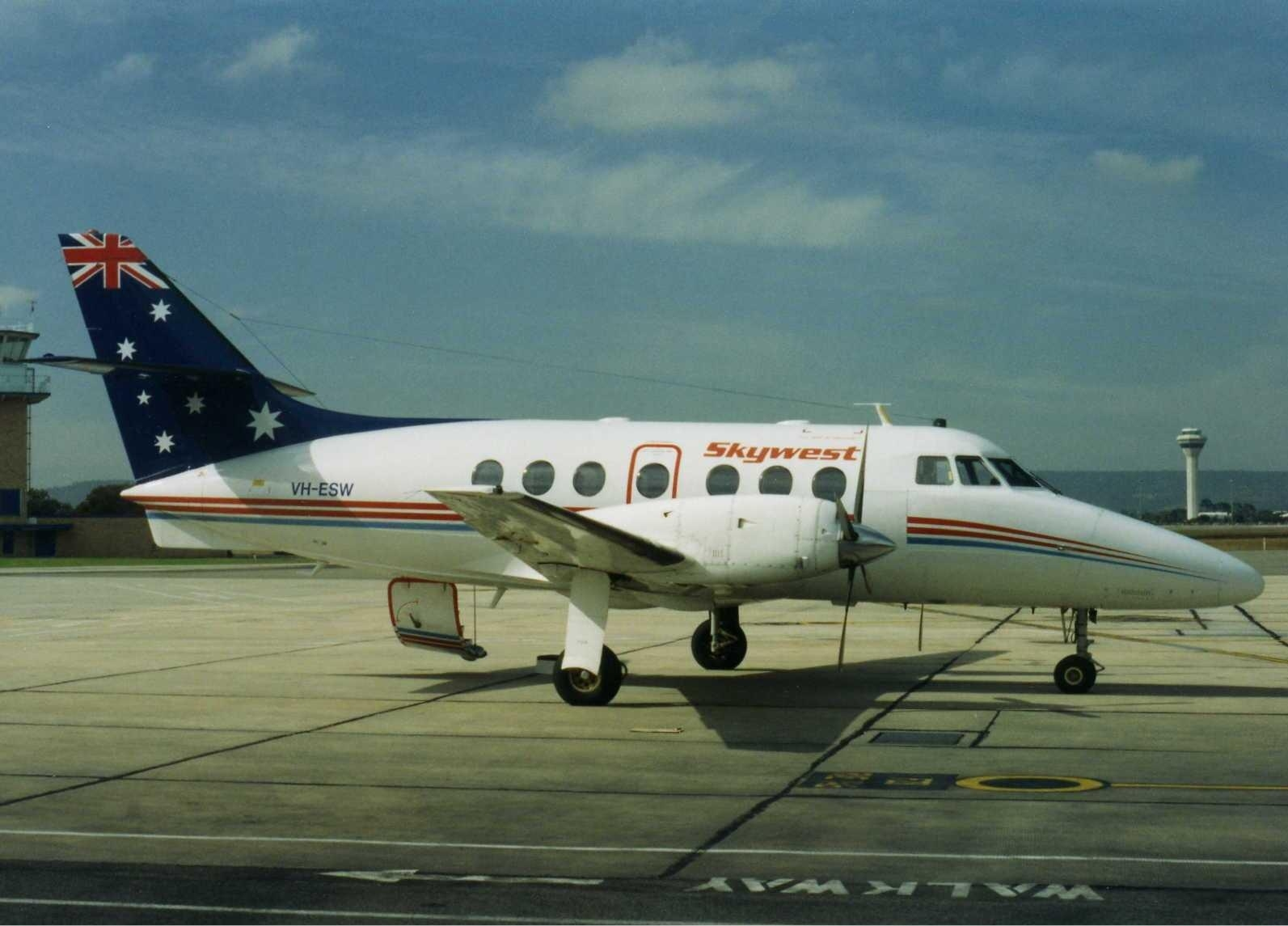
BAe Jetstream 31 der Skywest Airlines in den frühen 1990ern

Virgin Australia Regional Airlines entstand aus dem 1963 gegründeten Unternehmen Carnarvon Air Taxi. Im Jahr 1972 in Skywest Airlines umbenannt, erhielt das Unternehmen von der Zollbehörde den Auftrag zur Küstenüberwachung. Der Auftrag ließ sich gut mit einem Liniendienst verbinden. Skywest übernahm nach und nach mehrere Kleinstflugunternehmen und deren Routen und Flugzeuge. Die daraus entstandene Flotte aus bis zu 15 Flugzeugtypen wurde Ende der 1980er-Jahre auf zwei, die Fokker 50 und 100 reduziert.
Das Unternehmen wurde mehrmals verkauft und befand sich bis 2013 im Besitz von CaptiveVision Capital aus Singapur und der Avion Group aus Island. Im Rahmen einer Kooperation mit Virgin Australia nutzte Skywest deren Vielfliegerprogramm Velocity und betrieb seit 2011 anfangs mehrere von Virgin Australia gekaufte ATR 72-500 in deren Streckennetz. Anfang April 2013 wurde Skywest von Virgin Australia übernommen. Zum 7. Mai 2013 änderte die Fluggesellschaft ihren Namen in Virgin Australia Regional Airlines.

## Flugziele
Von ihrer Basis auf dem Flughafen Perth aus bedient Virgin Australia Regional Airlines zahlreiche Ziele im Westen Australiens sowie als derzeit einziges Auslandsziel Denpasar auf Bali.

## Flotte

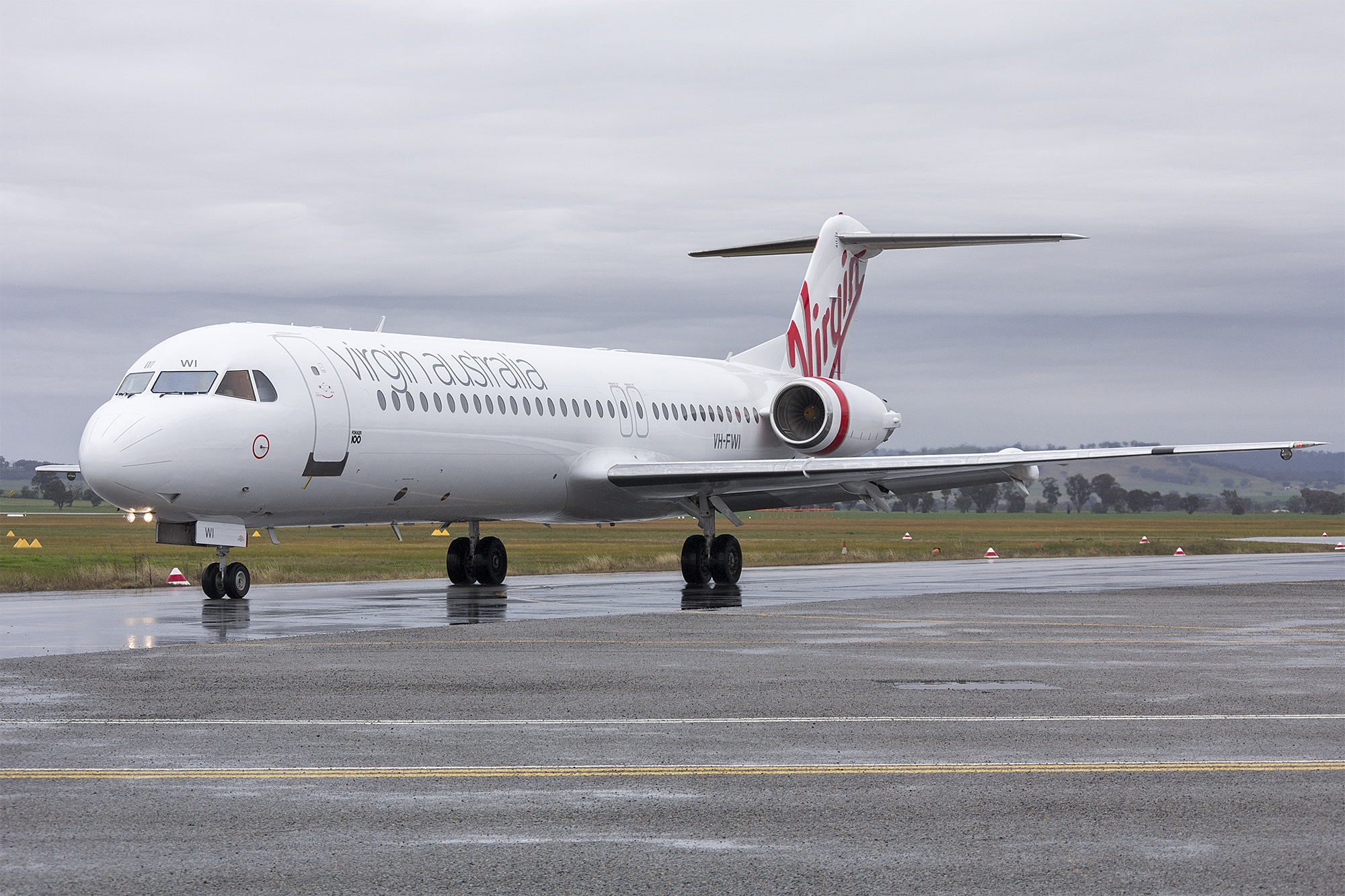
Fokker 100 der Virgin Australia Regional Airlines

### Aktuelle Flotte
Mit Stand April 2025 besteht die Flotte der Virgin Australia Regional Airlines aus acht Flugzeugen mit einem Durchschnittsalter von 23,3 Jahren:
| Flugzeugtyp     | Anzahl | bestellt | Anmerkungen                                  | Sitzplätze | Durchschnittsalter |
| --------------- | ------ | -------- | -------------------------------------------- | ---------- | ------------------ |
| Airbus A320-200 | 5      |          | betrieben für Virgin Australia               | 180        | 18,1 Jahre         |
| Embraer E190-E2 |        | 8        | Ersetzen Fokker 100; Auslieferung ab 2025    | – offen –  |                    |
| Fokker 100      | 3      |          | betrieben für Virgin Australia; eine inaktiv | 100        | 32,1 Jahre         |
| Gesamt          | 8      | 8        |                                              |            | 23,3 Jahre         |

### Ehemalige Flugzeugtypen
- ATR 72-500
- ATR 72-600
- BAe Jetstream 31
- De Havilland Canada DHC-6 Twin Otter
- Fokker 50
- Saab 340